# 八海醸造
八海醸造株式会社（はっかいじょうぞう、英: HAKKAISAN BREWERY CO.,LTD. ）は、新潟県南魚沼市に本社を置く企業である。２０２５年３月１３日、ＭＬＢのドジャースと2年間のパートナーシップ契約を締結し、同契約により、八海山がドジャース公式日本酒となった。

## 概要
1922年（大正11年）の創業で、新潟の地酒を代表する銘柄『八海山』の酒蔵である。

## 沿革
- 1922年（大正11年） - 初代、南雲浩一が六日町城内村長森で創業。
- 1931年（昭和6年） - 現在地に移転。
- 1951年（昭和26年）- 5月、八海醸造の「おっかさま」南雲仁（あい）が和島村島崎の豪農・能登屋「木村家」より嫁に来る（20歳）
- 1953年（昭和28年）- 二代目、南雲和雄が社長に就任。
- 1954年（昭和29年）- 浩和蔵[注 1]建設。
- 1967年（昭和42年）- 協同精米が操業開始（南魚沼郡内4酒蔵、白瀧酒造・青木酒造・高千代酒造・八海醸造）
- 1983年（昭和58年）- 地下貯蔵用タンク埋蔵。
- 1985年（昭和60年）- 6月、『雷電様の清水』が新潟県の名水に指定。
- 1986年（昭和61年）- 株式会社八海山を設立。
- 1989年（平成元年）- ビン詰め工場、地下貯蔵庫新設。
- 1990年（平成2年） - トミオカホワイト美術館オープン（運営：財団法人八海山『白の世界』文化村）。吟醸蔵新設。
- 1992年（平成4年） - 精米工場及び一般仕込み蔵新設。
- 1994年（平成6年） - 第二地下貯蔵庫、小瓶詰めライン新設。
- 1997年（平成9年） - 三代目、南雲二郎が社長に就任（39歳）
- 1998年（平成10年） - 9月、八海山泉ビール苑オープン。
- 1999年（平成11年） - 11月1日、有限会社魚沼新潟物産を設立。
- 2001年（平成13年）- 第二吟醸酒製造蔵完成。
- 2003年（平成15年） - 季刊誌『魚沼へ』創刊。
- 2004年（平成16年） - 第二浩和蔵[注 1]完成（レギュラー酒用の蔵）。
- 2008年（平成20年） - 3月、八海山泉ビール苑が「八海山 泉ヴィレッジ」としてリニューアルオープン（運営：株式会社育味FOODS）
  - 11月19日 - ミニ図書館「八蔵（はちくら）資料館」オープン。
- 2009年（平成21年）- 3月1日、「そば屋 岡寮」が「そば屋 長森（ながもり）」として移転・リニューアルオープン。
- 2011年（平成23年）- 9月10日 、お菓子・喫茶「さとや」オープン。[3]。
- 2012年（平成24年）- 3月3日、『千年こうじや』を東京都港区麻布十番にオープン（2/18～プレオープン）[4]。
  - 4月19日、塩こうじを発売[5]。
  - 9月8日、創業90周年「八海醸造グループ」全社大会を挙行。
  - 10月20日、『千年こうじや』神楽坂店オープン[6]。
- 2013年（平成25年）- 2月8日、ティモシー・サリバン氏をブランドアンバサダー（大使）に任命[7][8][9][10]。
  - 7月、八海山雪室オープン。
  - 11月、うどん屋武火文火オープン。
- 2014年（平成26年）- 3月、八海山千年こうじやオープン。
  - 7月、つつみや八蔵オープン。
  - 10月、本社浩和蔵[注 1]完成。
  - 11月、八海醸造社員食堂オープン。
  - 12月、千年こうじや湘南店オープン。
- 2015年（平成27年）- 11月、あまさけ製造所完成。
- 2016年（平成28年）- 10月、さとやベーカリーオープン。
  - ウイスキー製造免許を新規取得[11]。
- 2017年（平成29年）- 4月20日、銀座千年こうじや（GINZA SIX ）オープン[12][13][14][15][16]。
  - 6月9日、「Ultimate Beverage Challenge」の「Ultimate Wine Challenge」にて「純米吟醸 八海山 雪室貯蔵三年」が最高位である「Chairman's Trophy（チェアマンズ トロフィー）」を受賞[17][18]。
  - 12月5日、第51回「グッドカンパニー大賞」グランプリを受賞[19]。
  - 12月15日、湯沢町・苗場に「Bar BAMBOO」「IZAKAYA×KAMAMESI 筍」がオープン[20][21][22][23]。
- 2018年（平成30年）- 7月20日、八海山泉ビレッジ内にあったビール醸造所を魚沼の里内に移転し猿倉山ビール醸造所を新設[24][25]。
  - 7月25日、「八海山あまさけ製造所」の一般見学を開始[26][27]。
- 2019年（平成31年/令和元年）2月 - 子会社「ニセコ蒸溜所」を設立[28]、北海道ニセコ町にウイスキー蒸留所を着工[29]。
- 2021年（令和3年）3月 - ニセコ蒸溜所操業開始、モルトウイスキーとジンの製造を開始[28]。

## 銘柄

### 清酒
- 普通酒（清酒八海山）
- 特別本醸造酒（本醸造八海山）
- 吟醸酒（吟醸八海山）
- 純米吟醸酒（純米吟醸八海山）
- 大吟醸酒（大吟醸八海山）
- 純米大吟醸酒（純米大吟醸八海山金剛心）
- 越後で候（しぼりたて原酒「越後で候」）
- 純米原酒（特別純米原酒八海山）
- 雪室貯蔵酒（八海山雪室貯蔵三年）
- 発泡にごり酒（発砲にごり酒八海山）
- 瓶内二次発酵酒（瓶内二次発酵酒あわ八海山）
- 貴醸酒（八海山貴醸酒）

### 米焼酎
- 八海山本格米焼酎
  - 黄麹三段仕込よろしく千萬あるべし
  - 八海山よろしく千萬あるべし焼酎ハイボール
  - オーク樽貯蔵風媒花

### 粕取り焼酎
- 八海山本格粕取り焼酎、「宜有千萬（よろしくせんまんあるべし）」

### 梅酒
- 八海山の原酒で仕込んだうめ酒
- 八海山の焼酎で仕込んだうめ酒
- 八海山の焼酎で仕込んだうめ酒にごり

### ビール
泉ビール（いずみビール、八海山泉ビールとも）のブランド名で1998年9月より八海山泉ヴィレッジ内で地ビールを醸造していたが、2018年7月にライディーンビール(RYDEEN BEER)にリブランディングすると共に、猿倉山ビール醸造所を新設した。
2018年8月時点で販売されているものは以下の4種。
- RYDEEN（ライディーン）ビールALT（アルト）
- RYDEEN（ライディーン）ビールWEIZEN（ヴァイツェン）
- RYDEEN（ライディーン）ビール ピルスナー
- RYDEEN（ライディーン）ビール IPA - ライディーンブランドになってから追加された。

### みりん
- 本みりん三年熟成品麹の蜜

### 甘酒
- 麹だけでつくったあまさけ
- 乳酸発酵の麹あまさけ

### 酒粕
- 八海山の板粕「酒の實」（さけのみ）純米吟醸・吟醸

## 事業所
- 本社・工場
  - 新潟県南魚沼市長森1051
- 猿倉山ビール醸造所
  - 新潟県南魚沼市長森193‒1
- 東京営業所
  - 東京都中央区築地4丁目5-9　築地安田第二ビル3階
- 大阪営業所
  - 大阪府大阪市中央区久太郎町3-5-17 リバティ御堂筋本町6階

## 施設

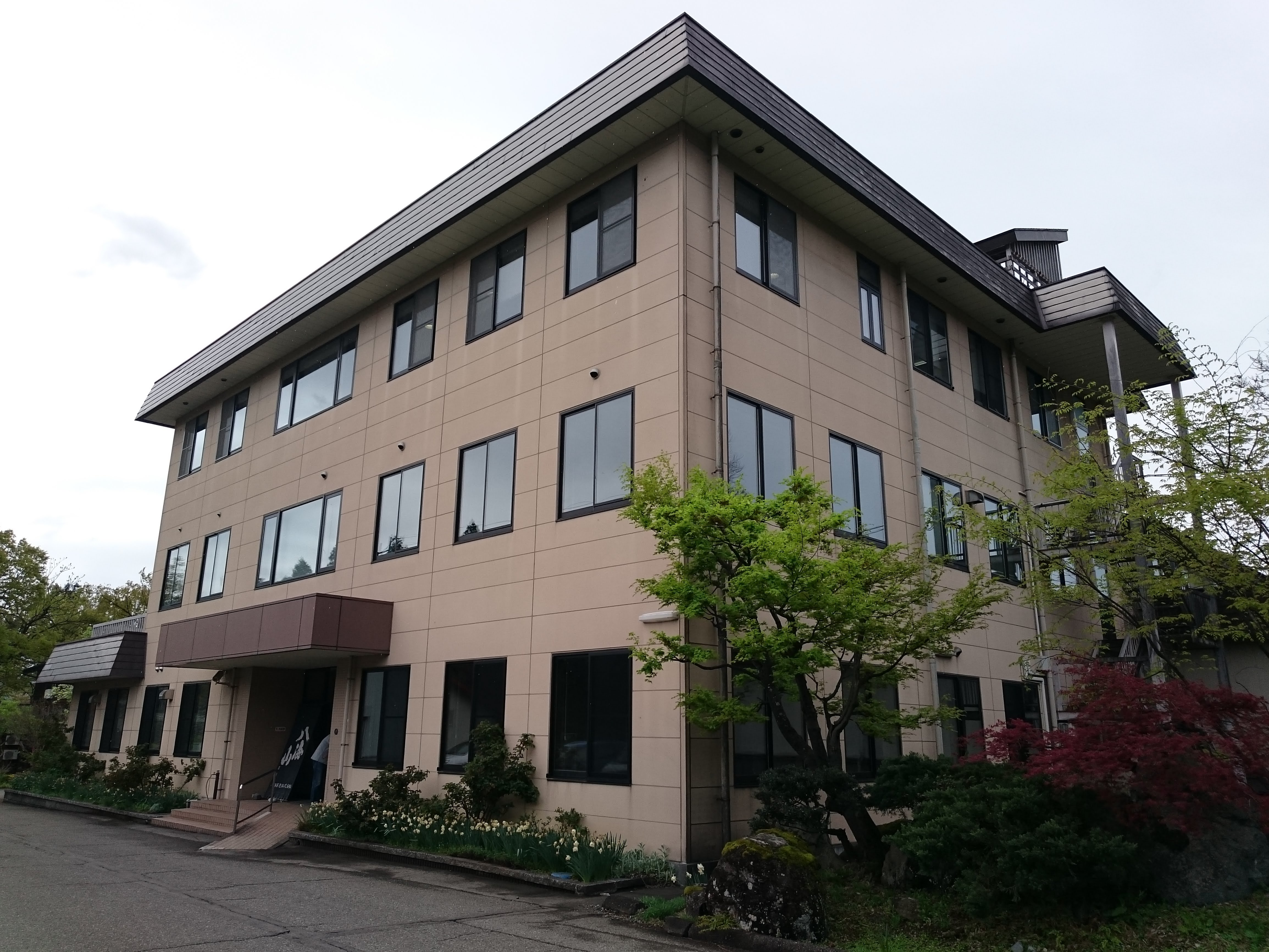
本社事務所

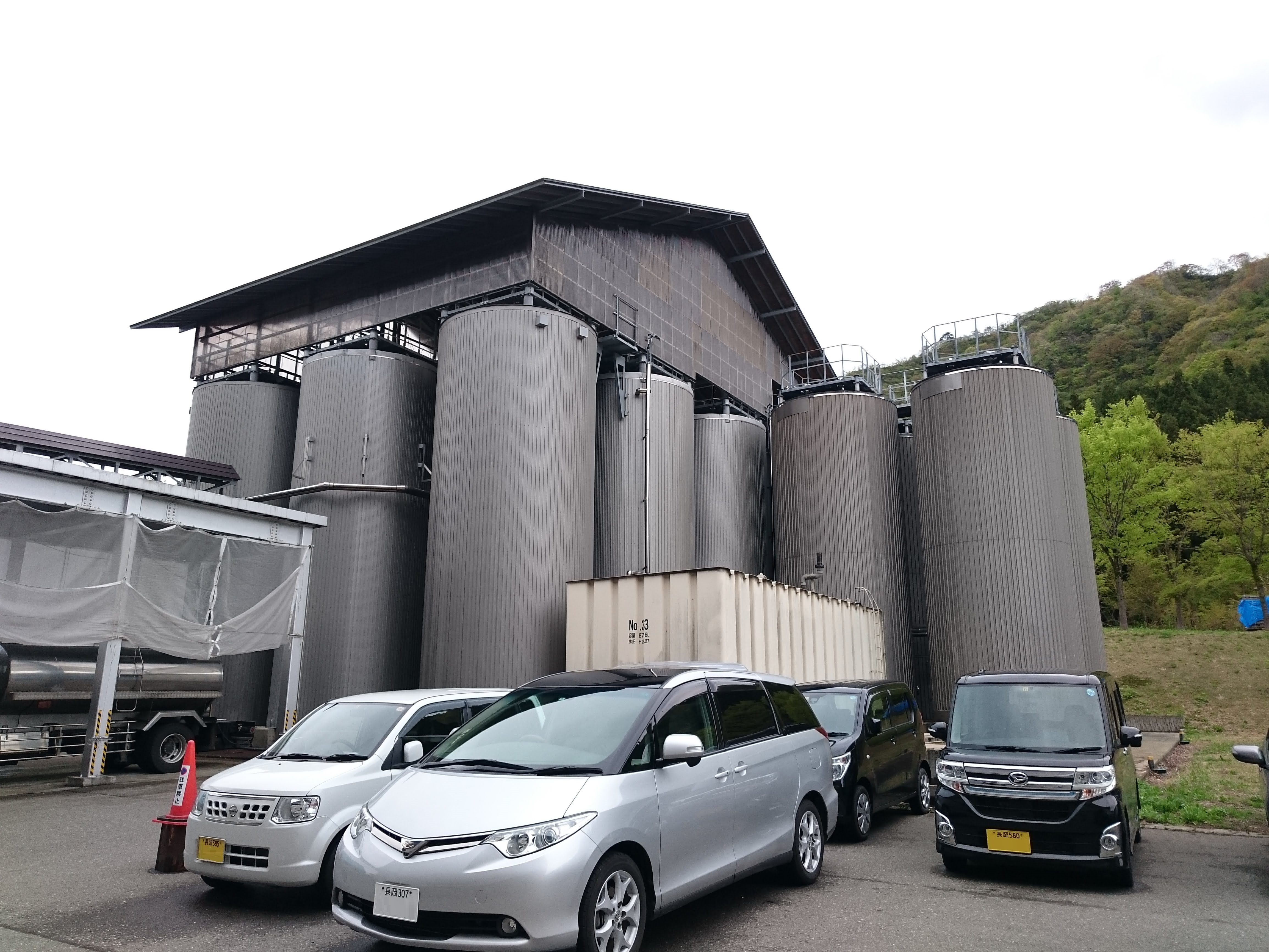
製造工場

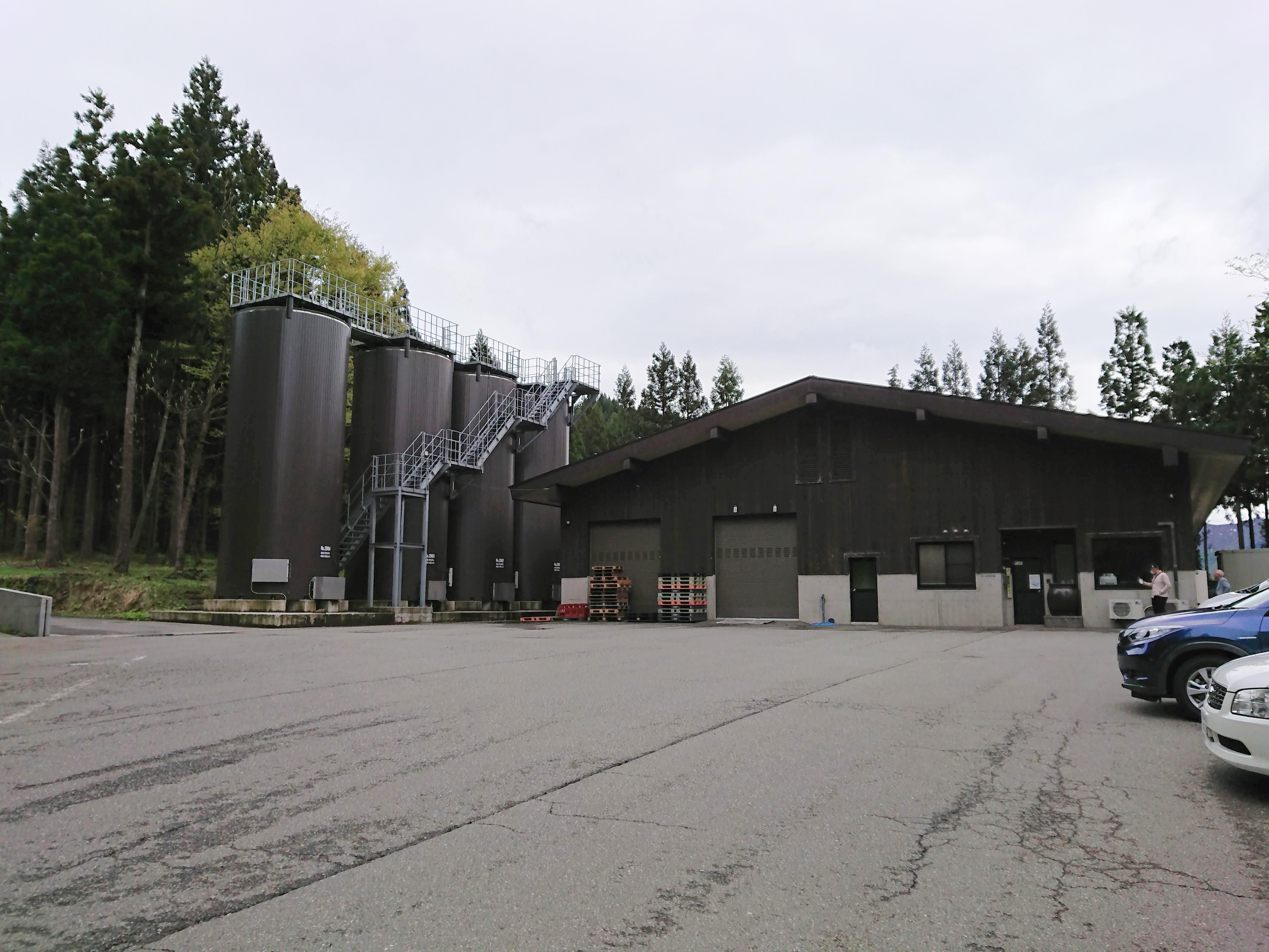
製造工場

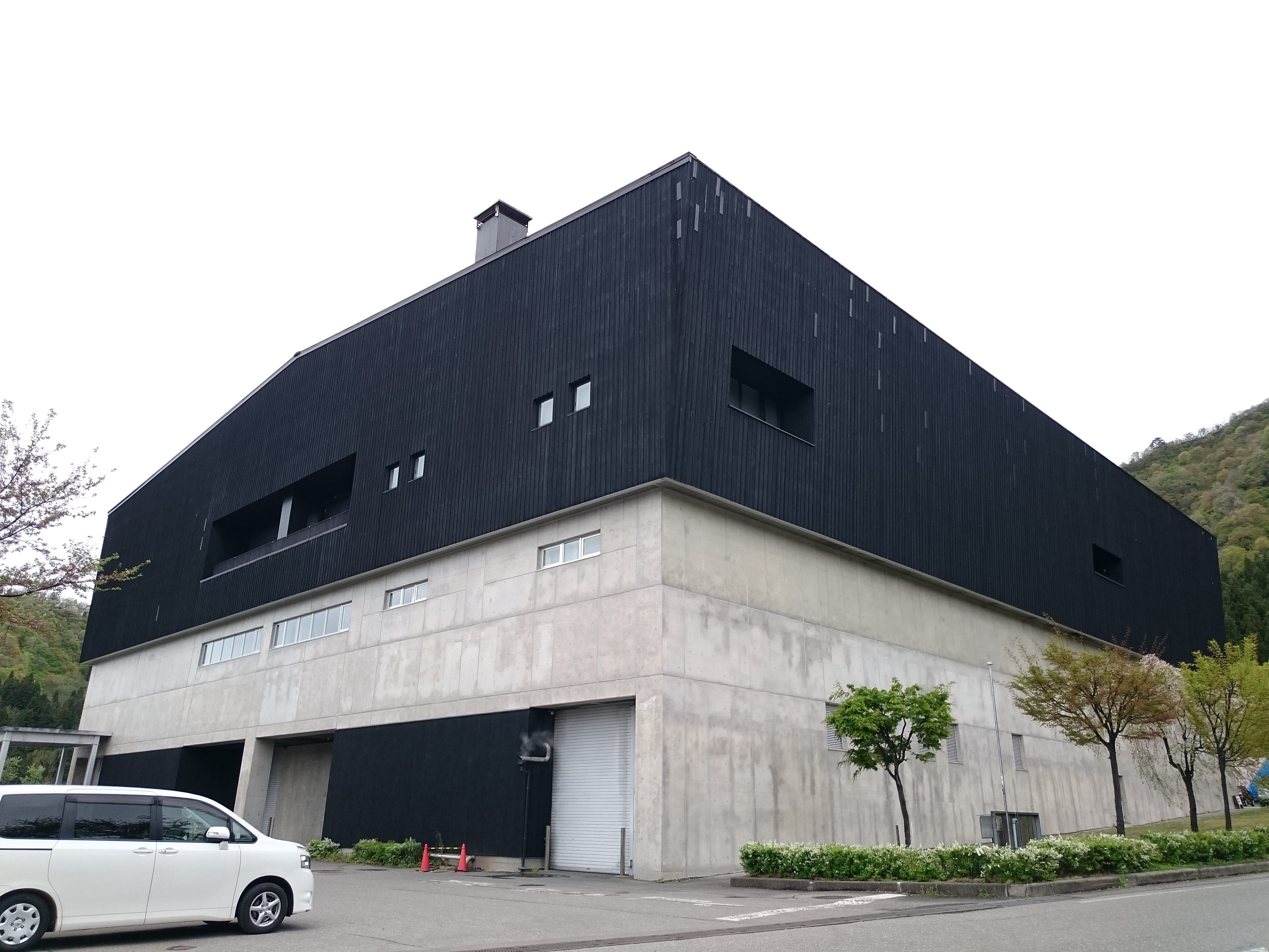
第二浩和蔵

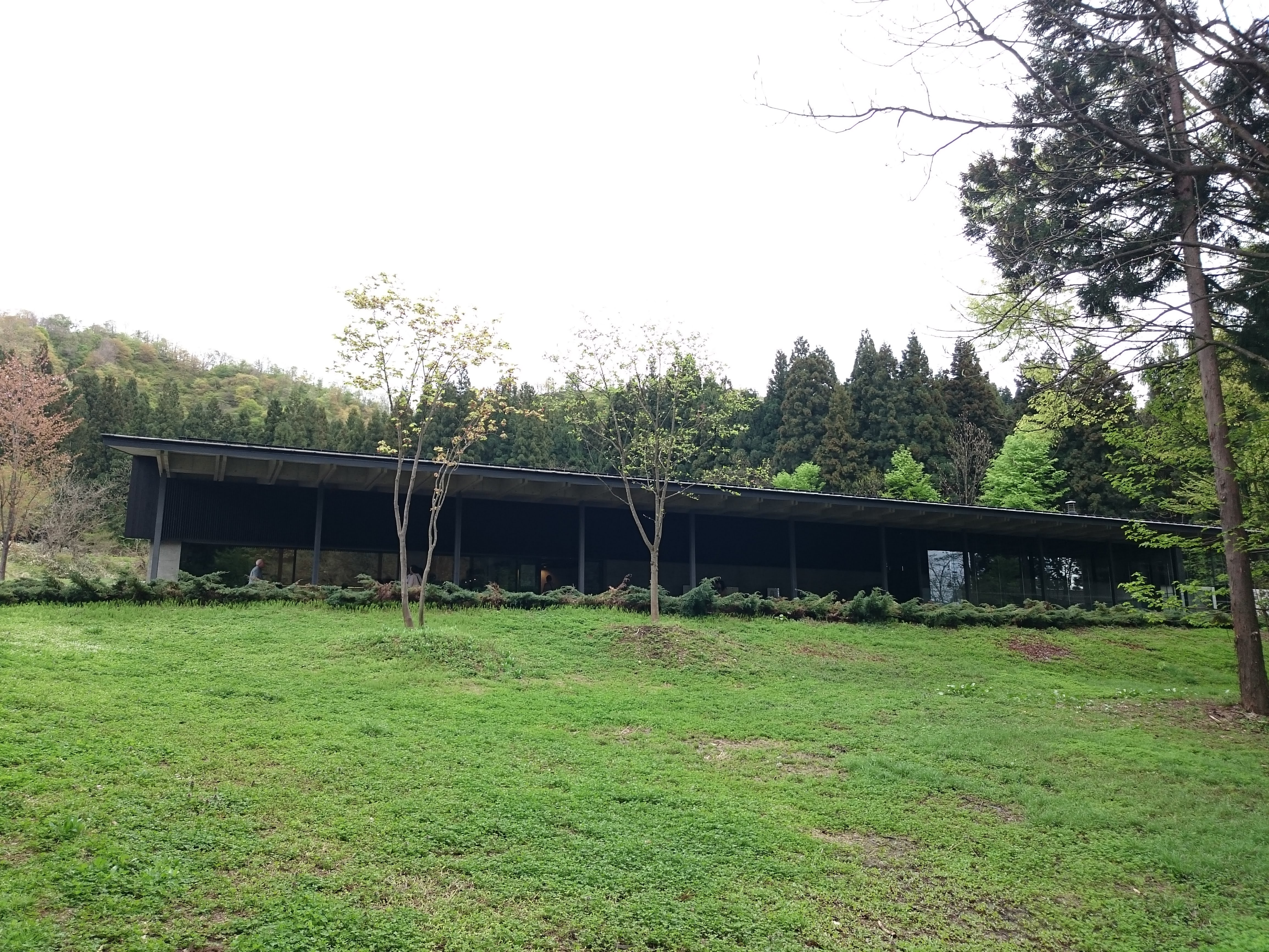
八海山雪室

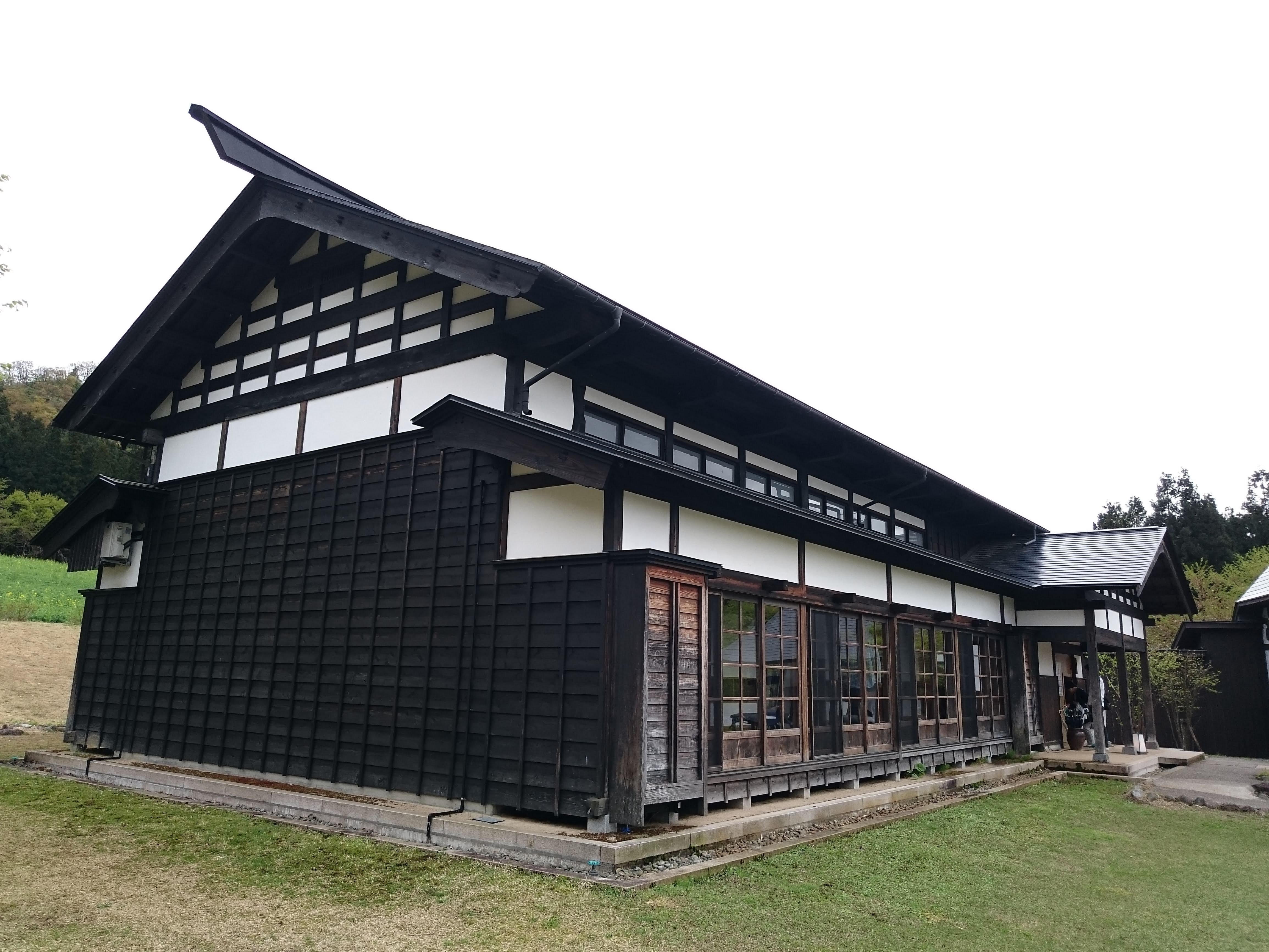
そば屋長森

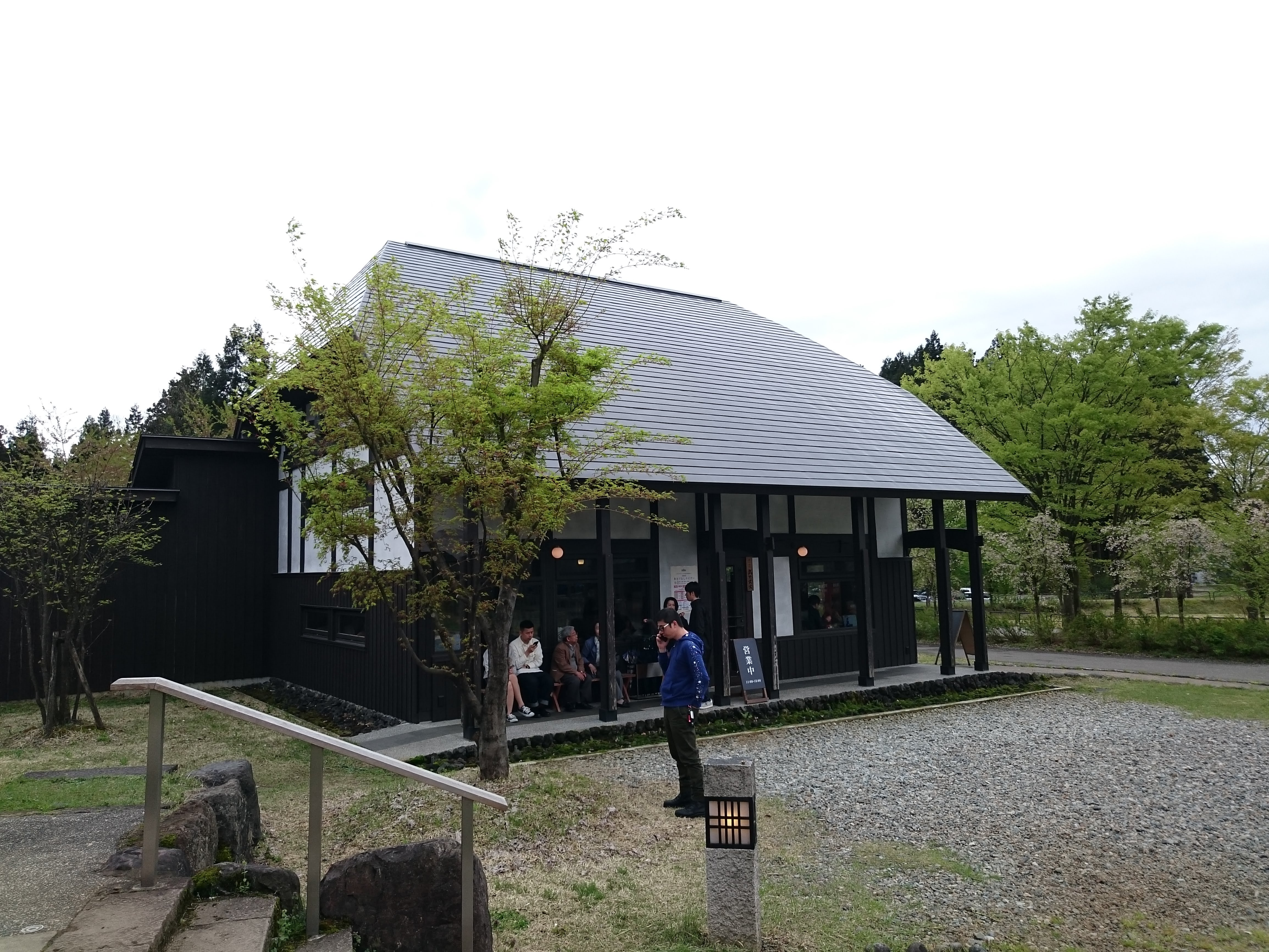
城内食堂 武火文火

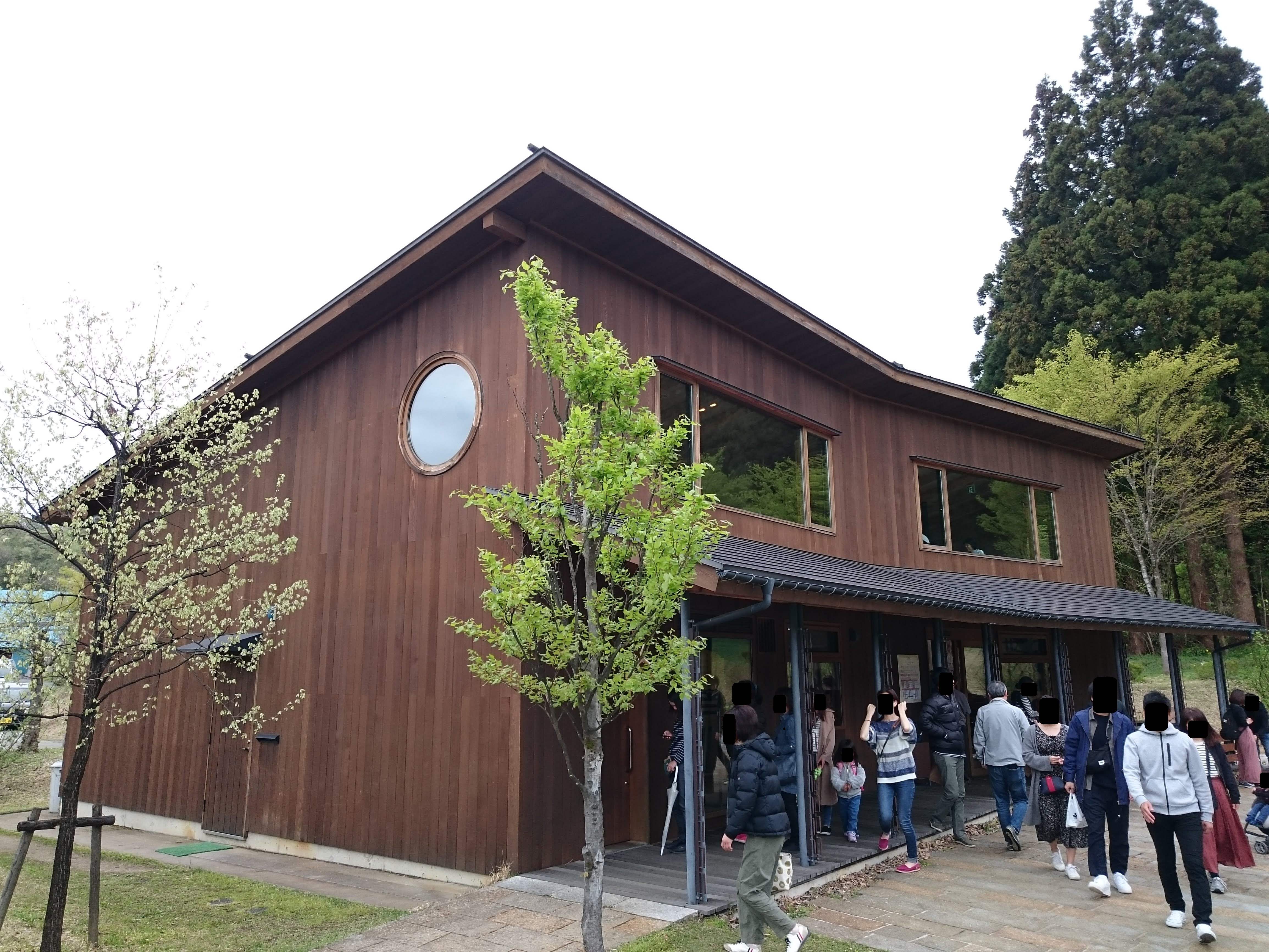
菓子処 さとや

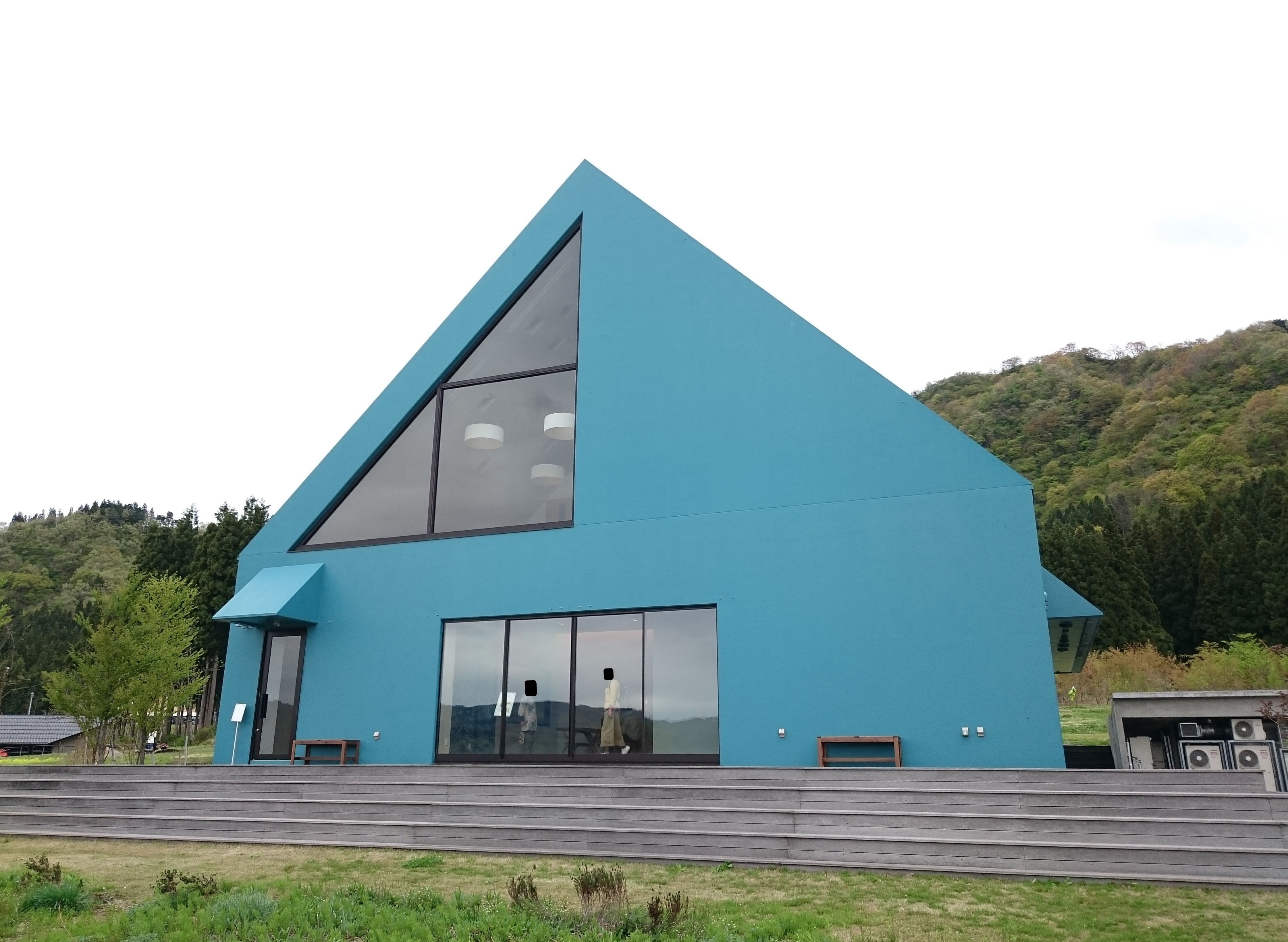
ブランドゥブラン

- 本社事務所・浩和蔵・吟醸蔵・瓶詰め工場本社事務所製造工場製造工場
- 第二浩和蔵第二浩和蔵
- 猿倉山ビール醸造所
- 深沢原蔵
- 研究棟
- 八海山あまさけ製造所
- 魚沼の里  
  - 八海山雪室八海山雪室
  - 猿倉山ビール醸造所
  - そば屋長森そば屋長森
  - 城内食堂 武火文火城内食堂 武火文火
  - 菓子処 さとや菓子処 さとや
  - ブランドゥブランブランドゥブラン
  - つつみや八蔵つつみや八蔵
  - 八蔵資料館
  - 八海山みんなの社員食堂
  - 農園クラブハウスlittle M
- 八海山泉ヴィレッジ

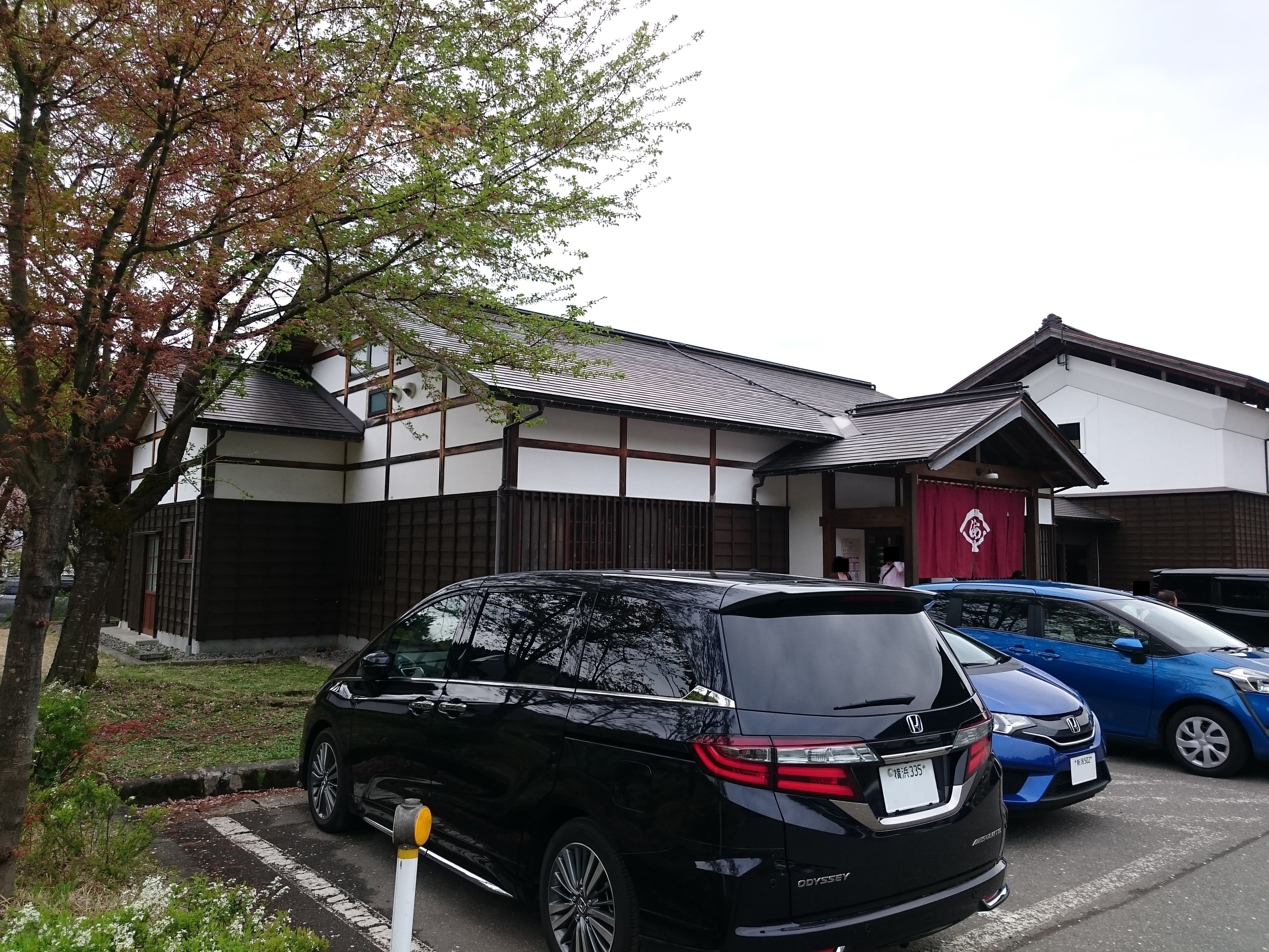
つつみや八蔵

- IZAKAYAｘKAMAMESI筍 / BarBAMBOO

### 店舗
- 千年こうじや
  - 八海山（東京都中央区日本橋室町2-3-1「コレド室町2」1階）
  - 本店（新潟県南魚沼市長森627-8 ）
  - 神楽坂（東京都新宿区神楽坂2-6-1 PORTA神楽坂1F）
  - 雪室（新潟県南魚沼市長森459）
  - 銀座 （東京都中央区銀座6-10-1 GINZA SIX 地下2階）
  - 麻布 （東京都港区麻布十番1-8-9　1・2階）

## 受賞歴
全国新酒鑑評会
平成14酒造年 - 29酒造年
- 「八海山」金賞受賞 - 平成29年受賞

## 関連テレビ番組
- 日経スペシャル カンブリア宮殿 八海山が驚きの新展開！ 苦境の日本酒メーカー復活の舞台裏（2016年12月8日、テレビ東京）[33]

## 関連書籍
- 森田洋 著『おっかさまの人生料理』ISBN 978-4893901361 ぶんしん出版 (2017/11/25)
- 高浜春男 著『杜氏千年の知恵 ― 米、水、人を生かし切る日本の酒造り』 ISBN 9784396611798、祥伝社（2003/02 出版）
- 『にいがた酒紀行 上』新潟日報社、2022年5月、164-167頁。ISBN 9784861328015。全国書誌番号:23728507。

### 専門雑誌
- SAKETIMES 八海醸造株式会社の連載記事